# Scarabaeus multidentatus
Scarabaeus multidentatus är en skalbaggsart som beskrevs av Johann Christoph Friedrich Klug 1845. Scarabaeus multidentatus ingår i släktet Scarabaeus och familjen bladhorningar. Inga underarter finns listade i Catalogue of Life.